# Liolaemus victormoralesii
Liolaemus victormoralesii — вид ігуаноподібних ящірок родини Liolaemidae. Ендемік Перу. Описаний у 2019 році.

## Поширення і екологія
Liolaemus victormoralesii відомі з типової місцевості, розташованої в районі Абра-Токкто в провінції Уаманга в регіоні Аякучо, на висоті 4222 м над рівнем моря.